# Lithobius dimorphus
Lithobius dimorphus är en mångfotingart som beskrevs av Machado 1946. Lithobius dimorphus ingår i släktet Lithobius och familjen stenkrypare.
Artens utbredningsområde är Portugal. Inga underarter finns listade i Catalogue of Life.